# Syrrhopodon tahitensis
Syrrhopodon tahitensis là một loài rêu trong họ Calymperaceae. Loài này được Sull. mô tả khoa học đầu tiên năm 1859.